# Irisch-Sowjetische Diplomatie in den 1920er Jahren
Anfang der 1920er Jahre bemühten sich sowohl sowjetrussische als auch irische Gesandte in den USA um diplomatische Beziehungen zu den USA. Bereits im Jahre 1920 entwarfen Patrick MacCartan und Santeri Nuorteva in New York einen Vertrag gegenseitiger diplomatischer Anerkennung ihrer beider Staaten. Dieser Entwurf sollte später in Moskau durch Patrick MacCartan unterzeichnet werden, wofür MacCartan im Auftrag Éamon de Valeras 1921 nach Moskau reiste. Die Geschichtswissenschaft hat verschiedene Erklärungsansätze für das Scheitern des Vertrags. So lautet eine Erklärung, es habe an geopolitischen Überlegungen, gegenseitigem Misstrauen und grundsätzlich gegenteiligen nationalen Interessen gelegen, dass es zu keinem Abschluss des Vertrags kam. Wiederum eine andere Erklärung lautet, dass es schlichtweg am Zögern de Valeras gelegen hätte, der in der Zeit zwischen dem ersten Entwurf in New York und dem Aufbruch MacCartans nach Moskau viel Zeit verstreichen ließ. So sahen sich die Machthaber in Moskau nach anderen Partnerschaften um, die nicht zwangsläufig auf einer gemeinsamen anti-imperialistischen Ideologie fußen mussten. Ein gutes Beispiel dafür wäre der Anglo-Sowjetische Handelsvertrag von 1921, der die Möglichkeit eines Irisch-Sowjetischen Vertrages jeglicher Art extrem erschwerte.

## Hintergrund

### Diplomatische Ausgangssituation
1919 gründeten irische Nationalisten ihr eigenes „separatist Irish parliament“ und verkündeten am 21. Januar 1919 die irische Unabhängigkeit von Großbritannien und ersuchten um internationale Anerkennung. Die Gründung des Dáil Éireann 1919 war nur ein Ereignis von vielen während des irischen Unabhängigkeitskampfes, allem voranging der sogenannte Osteraufstand von 1916, der von Historikern heutzutage als Auftakt der irischen Unabhängigkeitsbestrebungen verstanden wird. Schon bald suchten Diplomaten und Politiker nach diplomatischer Anerkennung im Ausland. Der Reise irischer Diplomaten in die USA 1919, war die Absicht vorausgesetzt worden, Spendengelder für den Unabhängigkeitskampf in Irland zu sammeln, sowie die diplomatische Anerkennung durch die USA zu bewirken.
Ähnlich wie die irischen Revolutionäre, bemühten sich die sowjetischen Revolutionäre unter Lenin ebenfalls um diplomatische Anerkennung durch das Ausland. Lenin erkannte früh die politischen und ökonomischen Vorteile, die sich insbesondere durch eine Anerkennung der USA ergeben würden. Entgegen dem ideologischen Kurs der Bolschewisten, keine Beziehungen mit kapitalistischen Staaten einzugehen, waren sie gezwungen, gegen ihre Ideale zu arbeiten und ab 1919 mit kapitalistischen europäischen Staaten zu handeln. Währenddessen kam es zur Gründung eines informellen Büros in New York durch sowjetische Diplomaten, dem Soviet Bureau. Vor Ort knüpften beide Seiten Kontakt miteinander und es kam zum Vertragsentwurf von 1920.

## Verhandlungen

### MacCartans Reise nach Moskau
Die Einsicht de Valeras, dass es seitens der US-Regierung keine Anerkennung der Irischen Republik geben würde, gewährte de Valera MacCartan die notwendigen Autoritäten, um in Moskau einen Vertrag gegenseitiger Anerkennung zu unterzeichnen. Auf seiner Hinreise machte MacCartan am 6. Februar 1921 einen Zwischenstopp in Tallinn (Estland), um sich mit dem russischen Außenminister Maxim Litwinow zu treffen. In diesem Gespräch musste MacCartan erstmals erfahren, dass das Interesse von sowjetischer Seite, an einem Vertrag zwischen Sowjetrussland und Irland, bereits geringer war als noch einige Monate vorher. Litwinow nannte dafür die zeitgleichen Verhandlungen eines Handelsvertrages mit England.
Wenige Tage später, am 15. Februar, traf MacCartan seine Bekanntschaft aus New York, Santeri Nuorteva, wieder und führte mit ihm ein weiteres Gespräch. Aus diesem ging ebenfalls hervor, dass es derzeit zu keinem Abkommen zwischen ihren beiden Staaten kommen könnte, da laut Nuortevas Ansicht, ein Vertrag mit England von allerhöchster Dringlichkeit sei. Denn laut seiner Theorie könnten die Bolschewisten so, die internationale antibolschewistische Stimmung eindämmen, der England am meisten zutun würde. Trotz dieser ernüchternden Nachrichten, ließ MacCartan nicht nach in seinen Bemühungen, um einen diplomatischen und handeltreibenden Partner.
Bei seinem letzten Treffen, nahm ihn Georgi Tschitscherin in Empfang. Dieser war zu dieser Zeit Volkskommissar für auswärtige Angelegenheiten der Russischen Sowjetrepublik. MacCartan wurde von Tschitscherin dahingehend belehrt, dass die Iren in ihrem eigenen Land nicht die militärische Oberhand innehatten und somit keine Position der Stärke. Das würde bedeuten, dass sie nicht in der Lage wären, ausländische diplomatische Anerkennung einzufordern. MacCartan entgegnete lediglich ähnliche Beispiele aus der Geschichte, die eine Anerkennung der Irischen Republik durch Sowjetrussland rechtfertigen würden. Tschitscherin versicherte MacCartan jedoch, dass er mit Nuorteva in Kontakt bleiben sollte und zur richtigen Zeit ein Abkommen zustande kommen könnte.
Bevor MacCartan Moskau im Juni 1921 verließ, schrieb er einen letzten Brief an Gregor Wainschtein, dem Nachfolger Nuortevas, in dem er ihm seine Hoffnungen bezüglich eines reinen Handelsvertrags darlegte. Allerdings fanden diese keinen Widerhall bei Wainschtein, angesichts des kürzlich zuvor unterzeichneten Anglo-Sowjetischen Handelsvertrag, der sich nicht mit einem Irisch-Sowjetischen Vertrag vergleichen ließ. Das Interesse an einem möglichen Abkommen, sei es auch nur wirtschaftlicher Natur, war seitens der Sowjets nun endgültig abgeklungen.

### Folgen
Das Mandat des Dáil, das MacCartan 1920 bemächtigte, nach Moskau zu reisen, wurde 1973 erneut aufgegriffen, um eine erneute Handelsmission in die UdSSR zu unternehmen. Dies führte letztlich dazu, dass sich Irland und der kommunistische Staatenbund erneut annäherten und Botschaften beider Seiten in den jeweiligen Hauptstädten eröffneten.